# Billy Jones (voetballer, 1987)
Billy Jones (Shrewsbury, 24 maart 1987) is een Engels voetballer die bij voorkeur als rechtsback speelt. Hij tekende in mei 2014 een vierjarig contract bij Sunderland AFC, dat hem transfervrij overnam van West Bromwich Albion.

## Clubcarrière
Jones stroomde in 2003 door uit de jeugdopleiding van Crewe Alexandra. Daarvoor debuteerde hij in 2003 op zestienleeftijd in het eerste elftal i neen wedstrijd tegen Derby County. Jones scoorde zijn eerste profdoelpunt tegen Wigan Athletic, een doelpunt dat later werd uitgeroepen tot mooiste doelpunt van het seizoen. In vier jaar scoorde Jones in acht doelpunten in 132 competitiewedstrijden voor Crewe.
Jones tekende op 11 juni 2007 een vierjarig contract bij Preston North End. Ook voor deze club speelde hij vier seizoenen, waarin hij dertien doelpunten in 162 competitiewedstrijden.
Jones ondertekende op 3 juni 2011 een driejarig contract bij West Bromwich Albion. Daarmee speelde hij voor het eerst in de Premier League. In zijn eerste seizoen op het hoogste niveau kwam hij zeventien competitiewedstrijden in actie. Op 20 april 2013 scoorde hij zijn eerste doelpunt voor West Bromwich, tegen Newcastle United.
1 Burge ·
2 Huggins ·
4 Evans  ·
5 Batth ·
6 Doyle ·
7 Dajaku ·
8 Embleton ·
9 Broadhead ·
10 Defoe ·
11 Gooch ·
13 O'Nien ·
14 Stewart ·
15 Winchester ·
16 Willis ·
17 Cirkin ·
18 Taylor ·
19 Xhemajli ·
20 Patterson ·
21 Pritchard ·
24 Neil ·
25 Clarke ·
26 Wright ·
27 Matete ·
28 McGeady ·
32 Hume ·
39 Hoffmann ·
77 Roberts ·
Coach: Neil
· Assistent-coach: Canning